# Muinocerus qadirii
Muinocerus qadirii är en insektsart som beskrevs av Ghauri 1985. Muinocerus qadirii ingår i släktet Muinocerus och familjen dvärgstritar. Inga underarter finns listade i Catalogue of Life.